# Roth-Škoda/2015
Deze pagina geeft een overzicht van de Roth-Škoda-wielerploeg in 2015. 

## Algemene gegevens
Algemeen manager: Roberto Marchetti
Ploegleiders: Mirco Lorenzetto, Matteo Citaro, Giuseppe Lorenzetto, Jean-Jacques Loup, René Stüssi
Fietsmerk: Merida

## Renners
| Naam                         | Geboortedatum     | Nationaliteit    | Ploeg 2014         |
| ---------------------------- | ----------------- | ---------------- | ------------------ |
| Milo Borisavljevič           | 9 maart 1994      | Servië           | onbekend           |
| Alessio Bottura              | 26 september 1995 | Italië           | onbekend           |
| Michael Bresciani            | 20 december 1994  | Italië           | onbekend           |
| Nico Brüngger                | 2 november 1988   | Zwitserland      | onbekend           |
| Alberto Cecchin              | 8 augustus 1989   | Italië           |                    |
| Ricardo Tomas Creel          | 7 februari 1992   | Verenigde Staten | MG Kvis-Wilier     |
| Silvan Dietrich              | 28 september 1993 | Zwitserland      | onbekend           |
| Yannick Eckmann              | 30 november 1993  | Verenigde Staten | onbekend           |
| Lukas Jaun                   | 19 juli 1991      | Zwitserland      | onbekend           |
| Tristan Marguet              | 22 augustus 1987  | Zwitserland      | onbekend           |
| Gianluca Ocanha              | 28 juni 1994      | Zwitserland      | onbekend           |
| Dylan Page                   | 5 november 1993   | Zwitserland      | onbekend           |
| Andrea Pasqualon (vanaf 1-3) | 2 januari 1988    | Italië           | Area Zero Pro Team |
| Colin Stüssi                 | 4 juni 1993       | Zwitserland      | onbekend           |
| Temesgen Teklehaymanot       | 3 januari 1991    | Eritrea          | onbekend           |
| Roland Thalmann              | 5 augustus 1993   | Zwitserland      | onbekend           |
| Giacomo Tomio                | 6 juli 1995       | Italië           | onbekend           |
| Andrea Vaccher               | 21 december 1988  | Italië           |                    |
| stagiair(s)                  | stagiair(s)       | stagiair(s)      | Ploeg 2015         |
| Oliver Martin (vanaf 1-8)    | 23 juni 1995      | Australië        |                    |

## Overwinningen
Trofeo Alcide Degasperi
Winnaar: Alberto Cecchin
Boucles de la Mayenne
1e etappe: Andrea Pasqualon
Ronde van Opper-Oostenrijk
2e etappe: Andrea Pasqualon
Ronde van Midden-Nederland
2e etappe: Alberto Cecchin
2014 · 2015 · 2016